# Het Theater van de Derde Wereld in Europa
Het Theater van de Derde Wereld in Europa (afgekort als Tiedrie of TIE 3) was een theatergezelschap die werd opgericht in 1975 door de Vlaamse toneelschrijver en regisseur Tone Brulin en de Maleisische actrice Siti Fauziah. Het gezelschap vestigde zich in Antwerpen en werd gekenmerkt door een multicultureel repertoire van met name Afrikaanse en Aziatische stukken, die ook tot ver buiten België vertoond werden.

## 1975-1985: Tone Brulin

### Ontstaansgeschiedenis
In 1972 was Brulin te gast in Maleisië, waar hij drie jaar lang werkte voor de Universiti Sains Malaysia in Penang. Hij maakte hier een aantal voorstellingen en bestudeerde er het Aziatische theater. Samen met Fauziah, waarmee hij later trouwde, werkte hij aan de opbouw van het nieuwe gezelschap TIE 3, Het Theater van de Derde Wereld in Europa. Het gezelschap werd in 1975 gevestigd in Antwerpen.

### Kenmerken
Brulin schreef in 1953, de tekst 'Toneel der Wreedheid' als bijdrage voor het tijdschrift Tijd en Mens Het was een introductie van het ideeëngoed van Antonin Artaud in de Vlaamse kunstwereld. Brulin onderschreef de stelling van Artaud dat het westen een kunstmatige cultuur heeft opgetrokken die gebaseerd was op de omvang van boekenverzamelingen, bibliotheken en instellingen; daar waar de scheiding tussen leven en kunst onaanvaardbaar is. Artaud hield een pleidooi om in de kunst het leven te (her)ontdekken en vice versa, en om via leven en kunst ook zichzelf te ontdekken. Hier kwam het betoog van Artaud samen met de existentialistische inzichten van Brulin. Als het volk het toneel ontwend is, is een der redens de leugens van een valse esthetiek, aldus Brulin. Brulin hoopte dat het volk via theater zijn oervitaliteit en daardoor ook zijn eigen identiteit zou kunnen terugvinden. Deze gedachten bleken een basis voor het project van TIE 3.
Met TIE 3 wilden Brulin en Fauziah de niet-Europese culturen meer bekend maken in Vlaanderen. TIE 3 richtte zich in eerste instantie op eeuwenoude volkse verhalen en mythes afkomstig uit verschillende culturen. Het resulteerde in een zeer geëngageerd multicultureel repertoire, die later ook gebaseerd werd op teksten van auteurs afkomstig uit derdewereldlanden. Er werd met Vlaamse en buitenlandse acteurs gewerkt, die zowel als professional of als amateur actief waren. Voor elke productie werden nieuwe medewerkers benaderd. Kenmerken voor het werk van TIE 3, onder de leiding van Brulin, waren het gebruik van 'objets trouvés'; papier, afval en gevonden voorwerpen en mensen die werden gerecycleerd in dramatische collages.

### Producties
Het gezelschap had veel internationale voorstellingen en gaf regelmatig workshops in binnen- en buitenland.
De meest succesvolle productie was ‘Kapai Kapai’ uit 1979, naar een sprookje van Arifin Chairin Noer. Na die productie kreeg TIE 3 voor het eerst subsidies van de Vlaamse Executieve. Brulin ontving in 1980 de Oscar de Gruyterprijs voor zijn regie van dit stuk.
TIE 3 stond vooral bekend als professioneel gezelschap voor volwassenen maar maakte ook enkele kindervoorstellingen.

## 1986-1987: Eugène Bervoets
In 1986 laat hij het roer over aan zijn opvolger Eugène (Gene) Bervoets. Bervoets zette de producties verder, maar richtte zich hiermee ook meer op de problemen van de vierde wereld, en maakte gebruik van een nieuwe theatertaal, en importeerde andere disciplines zoals muziek. Bervoets werkte regelmatig samen met scenograaf Niek Kortekaas. Samen werkten ze onder meer aan 'Ali, de 1001 nachtmerrie', dat werd getoond op Het Theaterfestival in 1987. Eind jaren tachtig stond het gezelschap met Bervoets op grotere Europese festivals, net als Rosas en Ultima Vez (een internationaal dansgezelschap opgericht door Wim Vandekeybus en gevestigd in Brussel en Vlaanderen).
Aan het begin van de jaren negentig gaf Bervoets de leiding van TIE 3 over aan Ward Rooze.

## Einde TIE 3
De nadruk van TIE 3 lag al enkele jaren op de internationale werking. Hierdoor lukte het de organisatie niet om in eigen land voldoende voorstellingen te spelen. Dit was echter wel belangrijk voor het binnenhalen van de noodzakelijke subsidies. Een negatief advies van de Raad van Advies voor Toneel (afgekort als RAT) zorgde ervoor dat de Vlaamse Executieve in 1993 een einde maakte aan de subsidiëring. Hierdoor was TIE 3 genoodzaakt te stoppen.